# Смолина (Курганская область)
Смолина — деревня в Шатровском районе Курганской области. Входит в состав Кондинского сельсовета.

## История
До 1917 года в составе Кондинской волости Шадринского уезда Пермской губернии. По данным на 1926 год состояла из 151 хозяйства. В административном отношении входила в состав Поротовского сельсовета Мехонского района Шадринского округа Уральской области.

## Население
| 1989 | 2002 | 2010 |
| ---- | ---- | ---- |
| 293  | ↘258 | ↘196 |

По данным переписи 1926 года в деревне проживало 723 человека (339 мужчин и 384 женщины), в том числе: русские составляли 100 % населения.